# Yuri Khatuevich Temirkanov
Yuri Khatuevich Temirkanov (tiếng Nga: Ю́рий Хату́евич Темирка́нов, Kabardian: Темыркъан Юрий; 10 tháng 12 năm 1938 – 2 tháng 11 năm 2023) là một nhạc trưởng người Nga  gốc là người Circassian (Kabardian).
Yuri Temirkanov từng là Giám đốc âm nhạc và trưởng nhóm của Dàn nhạc Giao hưởng Saint Petersburg từ năm 1988.

## Thiếu thời
Sinh năm 1938 tại thành phố Nalchik ở Caucasus, Temirkanov bắt đầu học âm nhạc khi lên chín tuổi. Khi ông được mười ba tuổi, ông đã theo học trường Leningrad cho Trẻ em Tài năng, nơi ông tiếp tục sự học của mình với violin và viola. Sau khi tốt nghiệp trường Leningrad, ông đăng kí vào Nhạc viện Leningrad, tại đây ông đã hoàn thành quá trình học của mình về viola. Ông trở lại Nhạc viện để học chỉ huy dàn nhạc với thầy Ilya Musin và tốt nghiệp năm 1965.

## Sự nghiệp
Sau khi giành chiến thắng trong Cuộc thi Chỉ huy dàn nhạc toàn Liên Xô năm 1966, Temirkanov được Kirill Kondrashin mời đến thăm Châu Âu và Hoa Kỳ với nghệ sĩ violin David Oistrakh và Dàn nhạc Giao hưởng Moscow. Temirkanov xuất hiện lần đầu với Dàn nhạc giao hưởng Leningrad vào đầu năm 1967 và sau đó được mời tham gia dàn nhạc với tư cách là Trợ lý Chỉ huy cho Yevgeny Mravinsky. Năm 1968, ông được bổ nhiệm làm Chỉ huy trưởng của Dàn nhạc Giao hưởng Leningrad, ông vẫn giữ chức này cho đến khi được bổ nhiệm làm Giám đốc Âm nhạc của Đoàn Vũ kịch và Múa Kirov năm 1976.

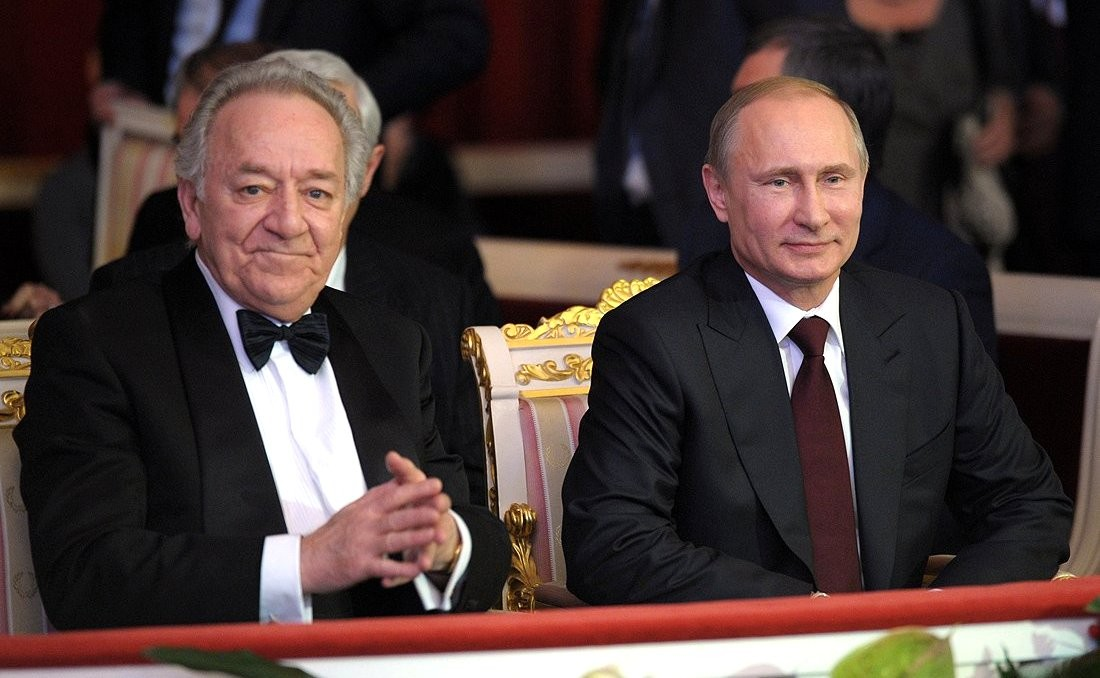
Ông Yuri Temirkanov và ngài Vladimir Putin, 14 tháng 12 năm 2013

Temirkanov là nhạc trưởng khách mời thường xuyên của các dàn nhạc hàng đầu Châu Âu, Châu Á và Hoa Kỳ. Ông là nghệ sĩ đầu tiên của Liên Xô được phép biểu diễn tại Hoa Kỳ sau khi các quan hệ văn hóa được nối lại với Liên Xô vào cuối cuộc chiến ở Afghanistan năm 1988.
Ngoài lãnh đạo chỉ huy Dàn nhạc Saint Petersburg, Temirkanov từng là Giám đốc âm nhạc thứ 11 của Dàn nhạc Giao hưởng Baltimore từ năm 2000 đến năm 2006 và hiện là Chỉ huy khách mời của Dàn nhạc Giao hưởng Quốc gia Đan Mạch và Nhạc trưởng của Dàn nhạc Giao hưởng Hoàng gia ở London. Vào năm 2015, ông được nhà hát Teatro La Fenice trao giải A Life for Music, giải thưởng được biết đến không chính thức như giải thưởng Nobel cho các nhạc sĩ.
Số lượng lớn bản thu âm của ông có thể kể đến khi hợp tác với Dàn nhạc Giao hưởng St Petersburg, dàn nhạc Giao hưởng New York, Dàn nhạc Giao hưởng Quốc gia Đan Mạch và Dàn nhạc Giao hưởng Hoàng gia. Ông đã thu âm các bản ballet hoàn chỉnh của Stravinsky và các bản giao hưởng của Tchaikovsky với những dàn nhạc này.
Trong mười hai ngày trong kỳ nghỉ lễ Giáng sinh, nhạc trưởng Temirkanov tổ chức Quảng trường Nghệ thuật Liên hoan Quốc tế Mùa đông hàng năm ở St Petersburg, Nga. Độc đáo trong ý tưởng của mình, lễ hội tập hợp các nghệ sĩ ở tầm cỡ cao nhất, càng khẳng định vị trí của St. Petersburg là một trong những thủ đô văn hóa của châu Âu. Lễ hội thứ 15 vào tháng 12 năm 2014 có sự tham gia của Jonas Kaufmann, Ian Bostridge, Olga Peretyatko và Christian Blackshaw, cùng với những người khác.
Ông qua đời ngày 2 tháng 11 năm 2023, thọ 84 tuổi.

## Danh dự và giải thưởng
- A Life for Music (2015), Nhà hát Teatro La Fenice, Venice
- Huân chương Danh giá của Tổ quốc;
  - Hạng nhất (9 tháng 12 năm 2008) - vì những đóng góp xuất sắc cho sự phát triển của âm nhạc trong nước và thế giới, nhiều năm hoạt động sáng tạo
  - Hạng hai (10 tháng 12 năm 2003) - vì những đóng góp nổi bật cho âm nhạc
  - Hạng ba (1998)
  - Hạng tư (10 tháng 12 năm 2013)
- Huân chương Lenin (1983)
- Huân chương các Thánh Cyril và Methodius (Bulgaria, 1998)
- Nghệ sĩ nhân dân Liên Xô (1981)
- Nghệ sĩ nhân dân của RSFSR (1976)
- Nghệ sĩ nhân dân Kabardino-Balkar Cộng hòa xã hội chủ nghĩa Xô viết tự trị (1973)
- Giải thưởng Nhà nước của Liên bang Nga về Văn học và Nghệ thuật vào năm 1998 (4 tháng 6 năm 1999) - cho các chương trình hòa nhạc 1995-1998 Dàn nhạc Giao hưởng Hàn lâm, Hiệp hội Âm nhạc St. Petersburg được đặt tên theo Shostakovich
- Giải thưởng Tổng thống Liên bang Nga về Văn học và Nghệ thuật năm 2002 (13/2/2003)
- Giải thưởng Nhà nước Liên Xô;
  - 1976 - để thực hiện vở opera "Peter Đệ nhất" của A. Petrov
  - 1985 - để thực hiện và dàn dựng vở opera "Eugene Onegin" của Tchaikovsky trên sân khấu LATOB Kirov
- Giải thưởng Nhà nước Glinka của RSFSR (1971) - trong những năm 1968-1970 các chương trình hòa nhạc
- Giải thưởng "Chiến thắng" (2003)
- Giải thưởng nghệ thuật Tsarskoselskaya (2002)
- Huân chương Khoa học và Văn hóa, "Catherine Đại đế" (2002)
- Công dân danh dự của St. Petersburg (2009)
- Giải thưởng Abbiati "Nhạc trưởng xuất sắc nhất của năm" (2003, 2007)
- Huy hiệu danh dự "Vì phụng sự cho Cộng hòa Kabardino-Balkaria" (2008)
- Huân chương "Vì phụng sự với St. Petersburg" (2008)
- Giải thưởng "Nhạc trưởng của năm" của DaCapo KlassiK (2013)
- Tiểu hành tinh Temirkanov 6432 được đặt theo tên của ông (1975)
- Huân chương Mặt trời mọc, hạng ba, tia vàng với dải băng cổ (2015)

## Đánh giá
"Temirkanov và các nhạc công của ông kể những câu chuyện bằng âm nhạc. Mọi thứ đều trực tiếp, chói sáng và đầy tính cách, [...] buổi trình diễn đầy cảm giác, choáng ngợp và khiến ta phải nín thở. "
Anthony Tommasini, trên Thời báo New York